# Jay Ajayi
Jay Ajayi [ˈdʒeɪ əˈdʒaɪ̯] (* 15. Juni 1993 in London, England) ist ein britischer American-Football-Spieler mit nigerianischen Wurzeln auf der Position des Runningbacks. Er spielte zuletzt für die Philadelphia Eagles in der National Football League (NFL) und konnte mit diesen den Super Bowl LII gewinnen.

## College
Ajayi besuchte drei Jahre die Boise State University. In seiner dreijährigen College-Karriere erlief er insgesamt 3.796 Yards und 50 Touchdowns, außerdem fing er 5 Touchdowns.

## NFL

### Miami Dolphins (2015–2017)
Ajayi wurde im NFL Draft 2015 von den Miami Dolphins in der fünften Runde als 149. Spieler ausgewählt. In seiner Rookie-Saison wurde Ajayi von den Dolphins als Backup hinter Lamar Miller eingesetzt. In neun Spieleinsätzen erlief er 187 Yards und erzielte einen Touchdown. Nach der NFL-Saison wechselte Miller zu den Houston Texans, Ajayi wurde daraufhin der neue Starting-Runningback der Dolphins, er setzte sich in der Off-Season gegen den Neuzugang Arian Foster durch. In der NFL-Saison 2016, sein erstes Jahr als Starting-Runningback, schaffte Ajayi seinen Durchbruch in der NFL. Mit 1.272 erlaufenen Yards war er der viertbeste Runningback der Liga nach erlaufenen Yards. Außerdem erzielte Ajayi in der Saison 8 Touchdowns für sein Team. Ajayi war maßgeblich daran beteiligt, dass die Dolphins nach acht Jahren ohne Play-off-Teilnahme diese wieder erreichten. In der Wildcard Round (Erste Runde) schied man mit 12:30 gegen die Pittsburgh Steelers aus. Für seine überragenden Leistungen in der Saison, wurde Ajayi in den Pro Bowl 2017 gewählt. In der Saison 2017 konnte Ajayi für die Dolphins nicht seine Leistungen aus dem Vorjahr abrufen. In sieben Spielen erlief er im Schnitt lediglich 3,4 Yards und erzielte keinen Touchdown. Das Franchise aus Miami tradete Ajayi kurz vor Ende der Trade-Deadline überraschend zu den Philadelphia Eagles. Im Gegenzug erhielten die Dolphins einen Viertrunden-Pick von den Eagles.

### Philadelphia Eagles (seit 2017)
In Woche neun spielte Ajayi beim Spiel gegen die Broncos zum ersten Mal im Trikot von Philadelphia. Nach seinem erfolglosen Start in die Saison mit den Dolphins erzielte Ajayi auf Anhieb einen Touchdown für die Eagles. Er beendete die Saison mit 873 Yards Laufspiel, wovon er 408 Yards für die Eagles erzielte. Ajayi erreichte, wie in der Saison zuvor bei den Dolphins, erneut die Play-offs. Die Play-offs mit dem Franchise aus Philadelphia verliefen aber deutlich erfolgreicher für Ajayi, so gewann er mit einem deutlichen Sieg über die Minnesota Vikings das NFC Championship Game und zog erstmals in seiner Karriere in einen Super Bowl ein. Am 4. Februar 2018 gewannen Ajayi und seine Eagles den Super Bowl LII gegen die New England Patriots mit 41:33. Es war der erste Superbowl-Sieg für die Philadelphia Eagles und Jay Ajayi. Der Runningback erlief im Superbowl in 9 Läufen 57 Yards für sein Team. Seine zweite Saison für die Eagles wurde frühzeitig aufgrund einer Verletzung beendet. In der fünften Woche der Saison 2018 zog sich Ajayi einen Kreuzbandriss zu und wurde folglich von den Eagles auf die Injured Reserve List gesetzt. Er beendete die Saison mit 4 Einsätzen und erzielte hierbei 184 Yards und drei Touchdowns durch den Lauf. Am 23. Dezember 2019 wurde er von den Eagles entlassen.

## E-Sport
Im Januar 2020 begann er eine Karriere als professioneller E-Sportler. Es wurde geplant, dass er für das Team Philadelphia Union in der eSports Major League Soccer spielen und im Videospiel FIFA antreten soll.